# Plan obrony cywilnej
Plan Obrony Cywilnej (Plan OC) - do 22 kwietnia 2022 r. jeden z podstawowych dokumentów z zakresu obrony cywilnej w Polsce.  

## Rys historyczny
Do 22 kwietnia 2022 r. Plan OC opracowywany w celu ustalenia i przygotowania przedsięwzięć organizacyjnych i rzeczowych obrony cywilnej na okres zewnętrznego zagrożenia państwa i wojny.  
Plany OC sporządzane były przez organy administracji rządowej i samorządowej, jednostki organizacyjne, instytucje oraz podmioty gospodarcze, na których ciąży obowiązek przygotowania i realizacji zadań obrony cywilnej. 

### Treść Planu Obrony Cywilnej
- Ocena zagrożenia i zamiar realizacji działania.

1. Ogólna charakterystyka jednostki
2. Wnioski z oceny zagrożenia
3. Przewidywane straty wśród pracowników
4. Cel działania i zamiar prowadzenia akcji ratunkowej
5. Zestawienie formacji obrony cywilnej
6. Zestawienie sił współdziałających
7. Podział sił i środków na rejony działania
8. Schemat łączności kierowania i współdziałania
9. Plan alarmowania formacji OC.
- Plan ewakuacji (przyjęcia) ludności.

1. Cele i zamiar prowadzenia ewakuacji
2. Wykaz osób kierujących procesem ewakuacji
3. Plan alarmowania członków zespołu kierowania ewakuacją
4. Schemat łączności kierowania ewakuacją
5. Sposób powiadamiania pracowników o rozpoczęciu ewakuacji
6. Trasy ewakuacji
- Plan zabezpieczenia logistycznego działań obrony cywilnej.

1. Wykaz budowli ochronnych.
2. Harmonogram uzupełniania potrzeb w zakresie budownictwa ochronnego. 
3. Wykaz obiektów gospodarki rolno - hodowlanej i żywnościowej podlegającej ochronie przed skażeniami. 
4. Zestawienie potrzeb oraz plan zabezpieczenia w wodę. 
5. Wykaz zapasów środków niezbędnych do przetrwania ludności i określenie  zasad ich dystrybucji. 
6. Możliwości bazy szpitalnej i zastępczych miejsc szpitalnych. 
7. Możliwości doraźnego zakwaterowania ludności.
8. Wykaz urządzeń specjalnych z podaniem ich możliwości oraz zabezpieczenia w środki chemiczne. 
9. Stan zabezpieczenia jednostek organizacyjnych obrony cywilnej w sprzęt i materiały oraz plan jego uzupełniania. 
10.Stan zabezpieczenia ludności w indywidualne środki ochrony przed skażeniami oraz plan jego uzupełniania. 
11.Wykaz punktów dystrybucji i sprzedaży indywidualnych środków ochrony przed skażeniami. 
12.Zestawienie sił i środków dla zaspokojenia potrzeb w zakresie ochrony dóbr kultury. 
13.Terminy i sposób realizacji przedsięwzięć związanych z zaciemnianiem i wygaszaniem oświetlenia. 
14.Inne dokumenty opracowywane według potrzeb.
- Plan działania obrony cywilnej w procesie osiągania wyższych stanów gotowości obronnej.

1. Charakterystyka stanów gotowości obronnej. 
2. Ogólny harmonogram osiągania wyższych stanów gotowości obronnej w obronie cywilnej. 
3. Czynności zespołu kierowania obroną cywilną w czasie osiągania wyższych stanów gotowości obronnej. 
4. Zakres i harmonogram realizacji zadań przewidzianych dla obrony cywilnej w okresie osiągania wyższych stanów gotowości obronnej. 
5. Podział stanu osobowego zespołu kierowania obroną cywilną na stanowiska określone w strukturach organizacyjnych czasu wojny 
6. Struktura kierowania obroną cywilną podczas osiągania wyższych stanów  gotowości obronnej (schemat). 
7. Podział środków transportowych zespołu kierowania. 
8. Plan powiadamiania zespołu kierowania. 
9. Obowiązki osób funkcyjnych zespołu kierowania. 
10 Plan łączności, a w nim: 
a) schemat łączności kierowania; 
b) schemat łączności współdziałania; 
c) tabela adresów i kryptonimów abonentów radiowych, radiotelefonicznych i telefonicznych; 
d) zestawienie sił i środków łączności. 
11.Inne dokumenty opracowywane według potrzeb. 
Szczegółowe zapisy dotyczące Planów OC określają Wytyczne Szefa Obrony Cywilnej Kraju z dnia 13 października 1999 r.
Kolejne zmiany zanotowano w 2011 roku kiedy Szef Obrony Cywilnej Kraju wydał nowe wytyczne.
Wytyczne w formie PDF można pobrać na stronie internetowej Obrony Cywilnej Kraju w aktach urzędowych SOCK w podstronie prawo/akty urzędowe Szefa Obrony Cywilnej Kraju